# Stephen Hawking
Stephen William Hawking (født 8. januar 1942 i Oxford, England, død 14. marts 2018, Cambridge) var en af verdens førende teoretiske fysikere. Hawking var matematik-professor på Cambridge Universitet i England.

## Tidlige liv
Stephen Hawking var søn af tropemedicineren Frank Hawking og erhvervsvidenskabskvinden Isobel Hawking.  De kunne kun finansiere sønnens medicinstudium ved at undervise på en lille skole i Boroughbridge ved York. Han fik selv flere stipendier og priser og kunne betale forældrenes lån.
Han blev 21 år gammel kort før sit bryllup diagnosticeret med den nervesvækkende sygdom Amyotrofisk lateral sklerose - ALS, der gjorde, at han ikke kunne bruge sin krop. Han sad i kørestol, da sygdommen tiltog gennem årene. Han mistede stemmen og kommunikerede med en kunstig stemme-computer. Men det holdt ham ikke fra at være aktiv inden for fysikken og som forfatter. Når han rejste, havde han et hold sygeplejersker og læger med.
Hawking blev i et avisinterview i 2004 spurgt om sin IQ og svarede: "I have no idea. People who boast about their I.Q. are losers." (Det har jeg ingen anelse om. De, som praler af deres IQ, er tabere).
Med sin første hustru, Jane Wilde, som han var gift med fra 1965 til 1995, fik han Robert, Lucy og Timothy. Fra 1995 til 2006 var han gift med Elaine Mason.

## Videnskabelige arbejde
Stephen Hawking fik i 1962 sin bachelorgrad på University of Oxford. Kort efter skiftede han til Trinity Hall på University of Cambridge, hvor han påbegyndte sin doktorgrad om astrofysik og kosmologi. I 1966 fik han sin doktorgrad hos Dennis W. Sciama (Ph.D.). Da han manglede en skriftlig eksamensopgave for at blive optaget på Cambridge, mødte han op til en mundtlig prøve, som han bestod med bedste karakter. Efter sin doktorgrad blev han fellow og senere professorial Fellow ved College Gonville and Caius College på University of Cambridge.
Hans hovedområder var kosmos og kvante-tyngdekraft. Hans største bidrag til forskningsområderne er hans afhandlinger om forbindelsen mellem sorte huller og termodynamikken. Hans forskning i 1979 indikerer, at sorte huller ikke eksisterer for evigt, men snarere "fordamper" langsomt ved den såkaldte Hawkingstråling.

## Publikationer
Han har skrevet en del populære fysikbøger:
- "A Brief History of Time" (1988), på dansk "Hawkings univers illustreret" ISBN 87-00-28866-7.
- "Black Holes and Baby Universes and Other Essays" (1993)
- "The Universe in a Nutshell" (2001). "Universet i en nøddeskal" ISBN 87-12-03964-0
- "A Briefer History of Time" (2005), på dansk "Hawkings uendelige univers"
- "George´s secret key to the universe" (2007), på dansk "Gustavs Hemmelige vej til Universet" Skrevet sammen med datteren Lucy Hawking

De er oversat til mange sprog og er bestsellere.

### Film og serier
- A Brief History of Time (1992)[2]
- Stephen Hawking's Universe (1997)[3][4]
- Hawking (tv-film, 2004) hvor han spilles af Benedict Cumberbatch
- BBC tv-serien Horizon: The Hawking Paradox (2005)[5]
- Masters of Science Fiction (2007)[6]
- Stephen Hawking: Master of the Universe (2008)[7]
- Into the Universe with Stephen Hawking (2010)[8]
- Brave New World with Stephen Hawking (2011)[9]
- Stephen Hawking's Grand Design (2012)[10]
- Teorien om alting (2014) hvor han spilles af Eddie Redmayne[11]

## Galleri
- Hawking omkring 1985
- Hawking i vægtløs tilstand under en parabolflyvning i 2007
- Barack Obama, Hawking og datteren Lucy i 2009
- Hawking i 2013
- Hawking i 2016
- Hawkings kunstige stemme-computer